# لیگ دسته اول فوتبال پاراگوئه
لیگ دسته اول فوتبال پاراگوئه (انگلیسی: Paraguayan Primera División) بالاترین سطح مسابقات فوتبال در کشور پاراگوئه است.
این لیگ که در سال ۱۹۰۶ میلادی تأسیس شده، باشگاه الیمپیا با ۴۷ قهرمانی پرافتخارترین تیم در این مسابقات محسوب می‌شود.

## قهرمانان
| رتبه | باشگاه           | قهرمانی | نایب‌قهرمانی |
| ---- | ---------------- | ------- | ----------- |
| ۱    | الیمپیا          | ۴۷      | ۲۷          |
| ۲    | سرو پورتنیو      | ۳۴      | ۳۸          |
| ۳    | لیبرتاد          | ۲۵      | ۲۲          |
| ۴    | گوارانی          | ۱۱      | ۱۹          |
| ۵    | ناسیونال         | ۹       | ۱۰          |
| ۶    | اسپورتیوو لوکنیو | ۳       | ۴           |
| ۷    | سول د آمریکا     | ۲       | ۱۱          |
| ۸    | پرزیدنت هیز      | ۱       | ۰           |